# Großsteingrab Flechum
Das Großsteingrab Flechum war eine megalithische Grabanlage der jungsteinzeitlichen Trichterbecherkultur bei Flechum, einem Ortsteil von Haselünne im Landkreis Emsland (Niedersachsen). Es wurde im 20. Jahrhundert zerstört. Das Grab befand sich östlich des Ortes im Dünengebiet nördlich der Südradde. Über Ausrichtung, Maße und Grabtyp liegen keine Informationen vor.